# Walter Ritz

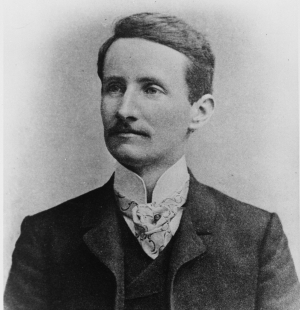
Walter Ritz

Walter Ritz (Sion, Zwitserland, 22 februari 1878 – Göttingen, 7 juli 1909) was een theoretisch natuurkundige.
Hij is bekend vanwege zijn werk met Johannes Rydberg aan de Rydberg-Ritz formule. Ritz is ook bekend door de naar hem genoemde methode van Ritz. Niet zo bekend is dat hij in 1908 een lange kritiek schreef op de Maxwell-Lorentz elektromagnetische theorie, waarin hij het verband met de ethertheorie betwistte. Ritz overleed in 1909 op 31-jarige leeftijd.
Volgens Formans Dictionary of Scientific Biography, kreeg Ritz in 1900 tuberculose, waaraan hij in 1909 overleed. Volgens Ritz's verzamelde werken was de ziekte pleuritis de oorzaak van zijn overlijden.